# Catena Costiera (Italia)
La Catena Costiera (o Catena Paolana) è una catena montuosa che rappresenta la prima fascia montana dell'Appennino calabro. Si estende per circa 73 km in maniera parallela alla linea di costa tirrenica tra il Passo dello Scalone, a nord, e la foce del fiume Savuto, a sud, che la separa dal settore sud-occidentale della Sila Piccola, all'interno della provincia di Cosenza.

## Descrizione
I dolci rilievi della Catena Costiera sono macchiati da nord e fino a un certo punto a sud, da grandi e belle faggete tra le più selvagge della Calabria. Boschi solenni inondati, per l'estrema vicinanza del mar Tirreno, da nebbie persistenti, che favoriscono un microclima fresco che garantisce una vegetazione di montagna a quote decisamente basse. Per l'estrema umidità, sul versante che si affaccia direttamente sul mare, già dai 500 metri si hanno le prime faggete.
Nell'entroterra di Fiumefreddo Bruzio ed Amantea il paesaggio cambia completamente, le cime dei monti non si presentano più arrotondate, bensì ricche di frastagli rocciosi, le pendici non sono più ricoperte da boschi fitti e ininterrotti, ma da formazioni rade costellate di praterie e disseminate di massi. I rilievi, grandiosamente imponenti, ricordano sotto molti aspetti i Monti di Orsomarso, ma sono solo un'isola all'interno di un regno immacolato di foreste. 
Questo è il trono di monte Cocuzzo (o Papogna) (1.541 m), la cui cima, compresa tra i territori di Mendicino e Longobardi, è la maggiore della Catena Costiera ed è un belvedere tra i più incantevoli della Calabria. Da questa cima si domina la maggior parte della costa tirrenica, dal Cilento fino a Capo Vaticano, le Isole Eolie, l'Etna, i monti di Orsomarso, il massiccio del Pollino, la Valle del Crati con Cosenza, le vette della Sila, la catena delle Serre calabresi, l'entroterra di Vibo Valentia e l'Aspromonte.

## Attività

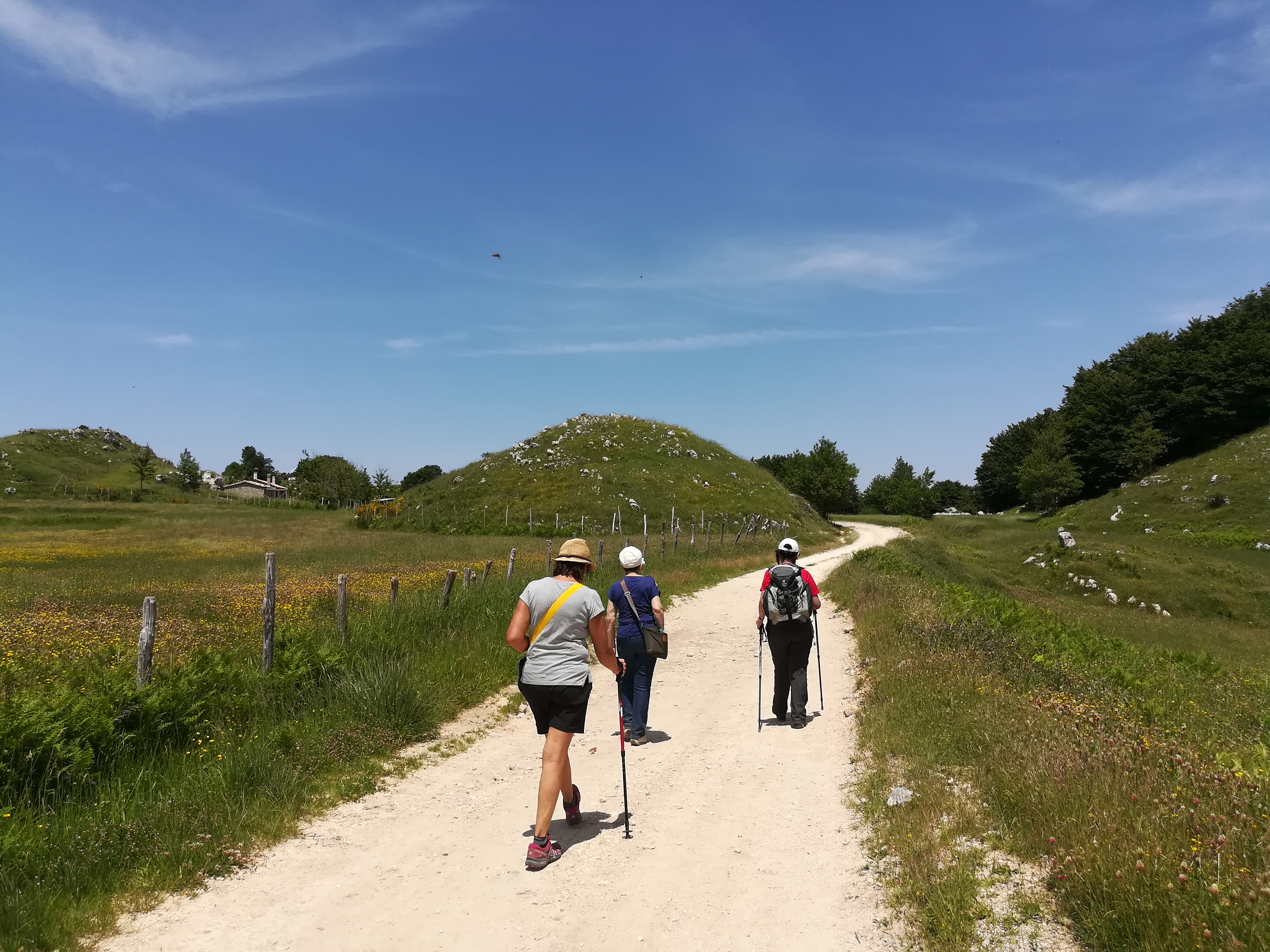
Escursionisti lungo il Cammino di San Francesco di Paola, sui monti della Catena Costiera

I sentieri di queste montagne sono consigliati a chi ama le passeggiate, il trekking e l'escursionismo in generale, e la mountain bike. Su questi rilievi montuosi, in particolare, si sviluppa il Cammino di San Francesco di Paola, un percorso di interesse religioso e naturalistico, di 112 km e 6 tappe, che ripercorre i luoghi che hanno caratterizzato la vita del santo calabrese.

## Galleria d'immagini

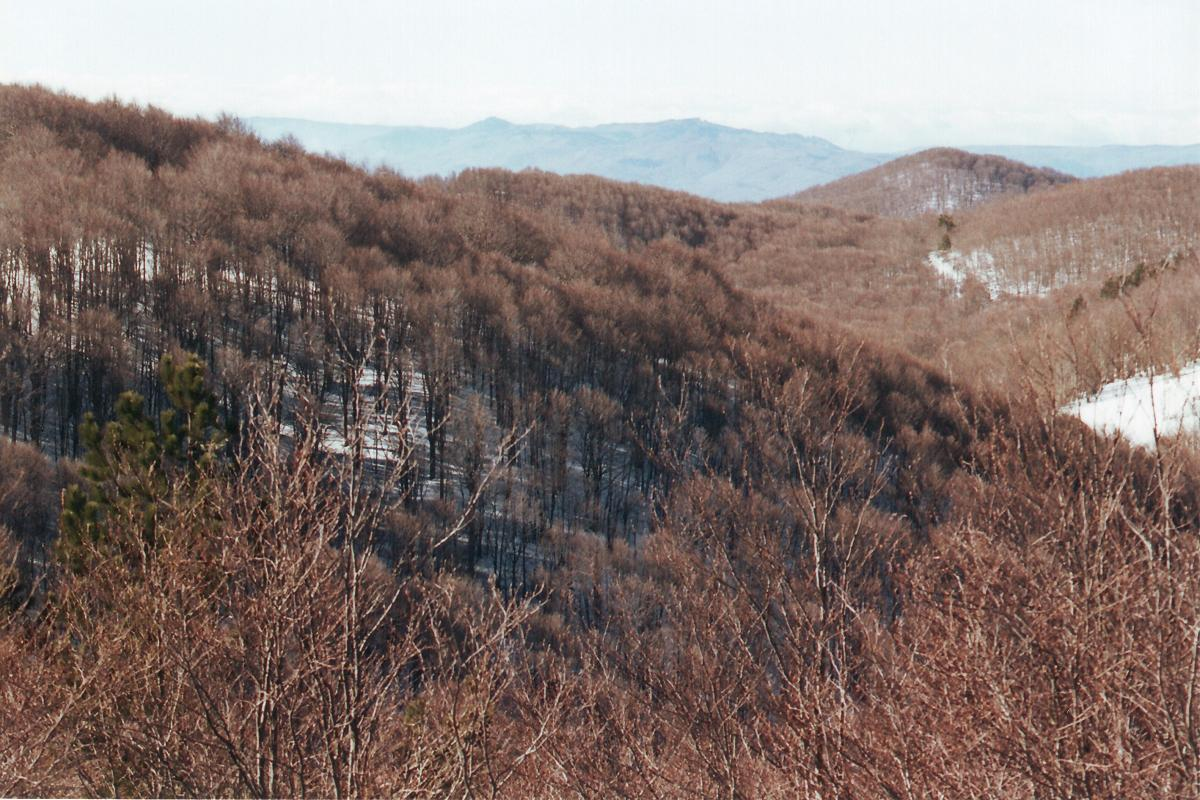
La Catena Costiera dalla vetta di Monte Curcio. Sila
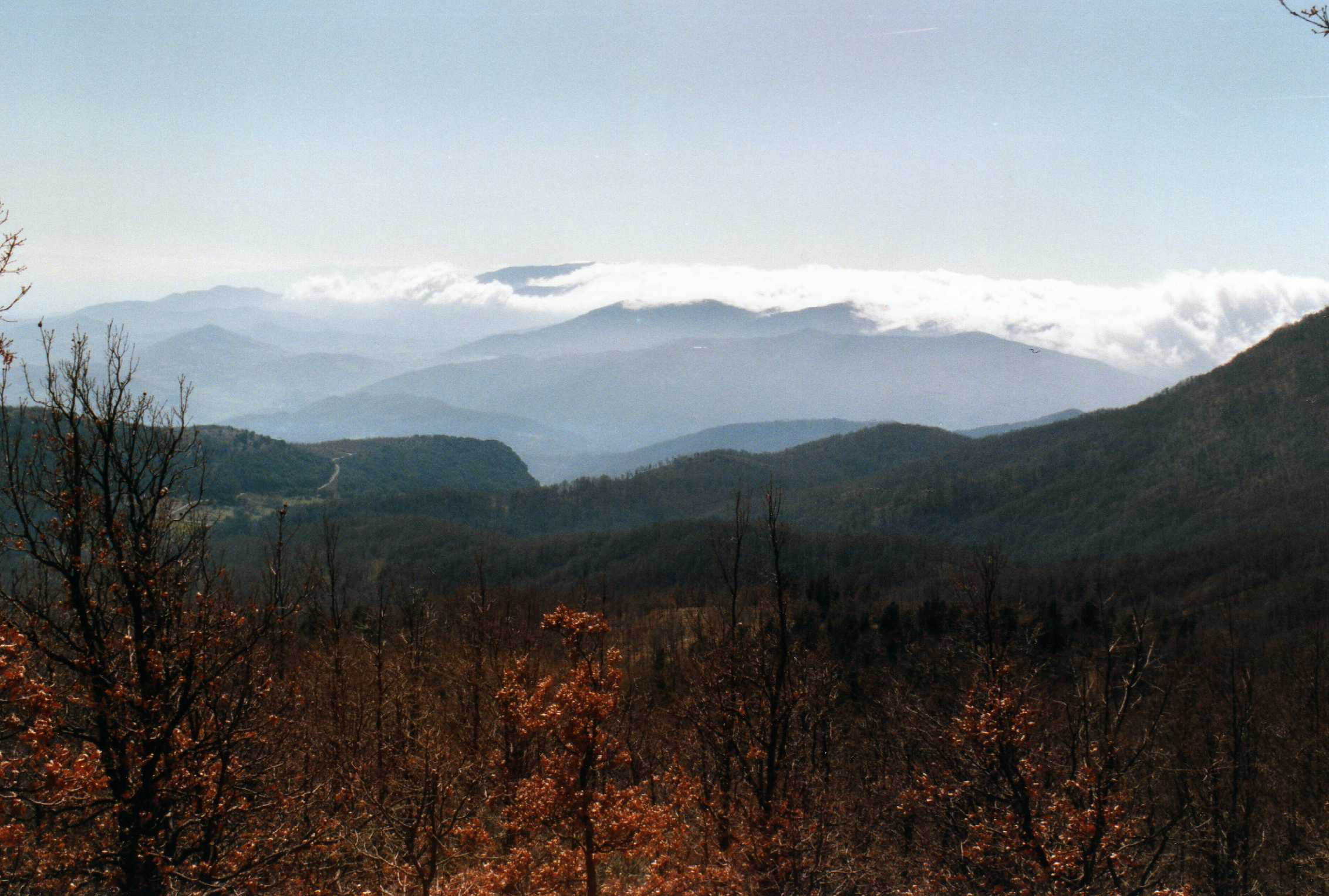
La parte più settentrionale della Catena Costiera dalle pendici del Monte Mula
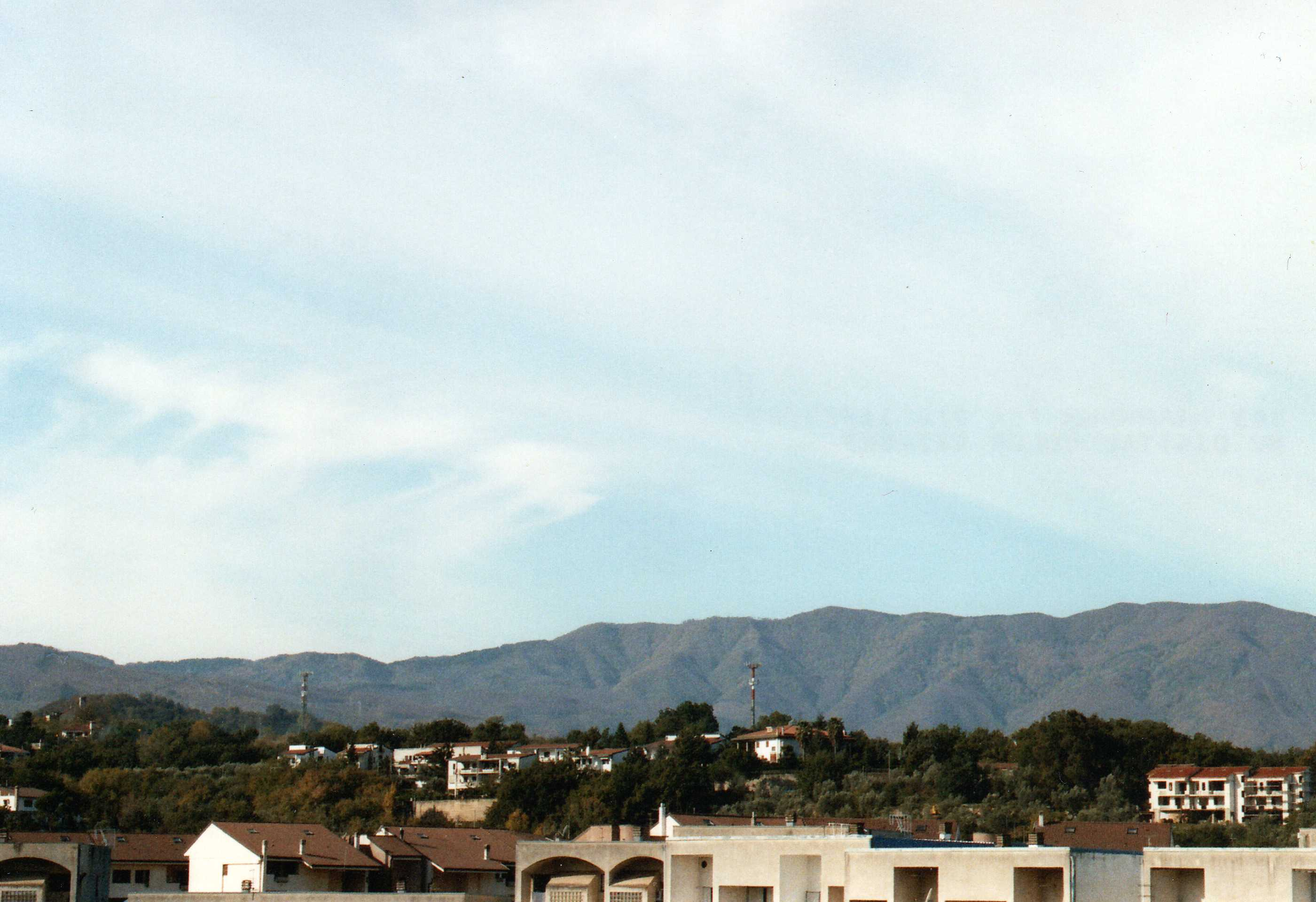
La Catena Costiera da Rende. Valle del Crati
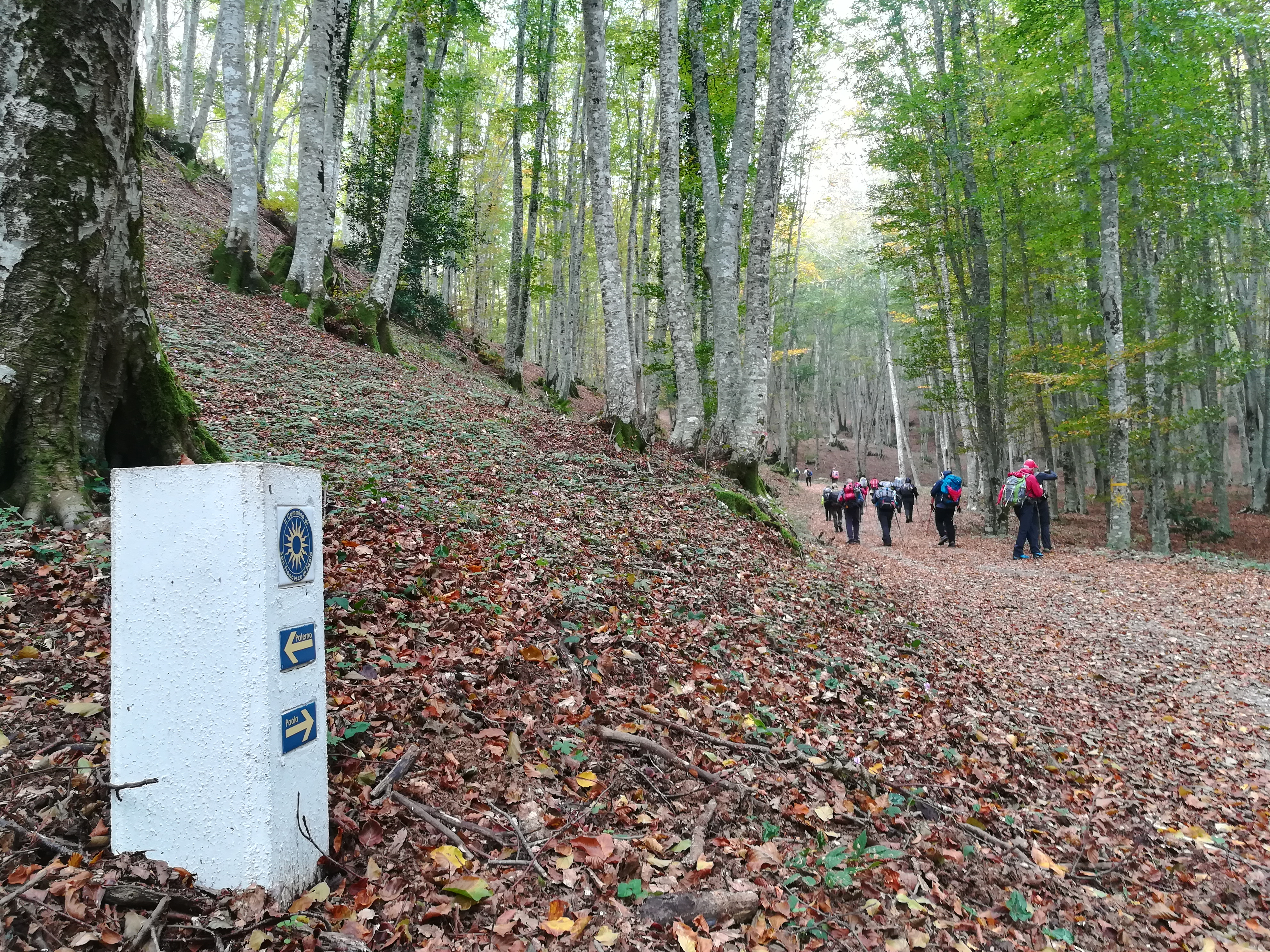
La faggeta di Bosco Luta. Pietra segnaletica del Cammino di San Francesco